# Transformación (genética)
En biología molecular, la transformación es la alteración genética de una célula resultante de la absorción directa, incorporación y expresión del material genético exógeno (ADN exógeno). El ADN exógeno se encuentra en el ambiente y se introduce a través de la membrana de la célula. La transformación ocurre de forma natural en algunas especies de bacterias, aunque también se puede efectuar por medios artificiales. Para que ocurra la transformación, la bacteria debe estar en un estado de competencia, lo que puede ocurrir como una respuesta limitada en el tiempo a las condiciones ambientales, tales como la falta de nutrientes y una densidad celular elevada. Una  transformación es uno de los tres procesos por los que el material genético exógeno se puede introducir en una célula bacteriana. Los otros dos son la conjugación y la transducción. A la transformación de células eucariotas se le llama transfección.
El término transformación es también usado, de manera más general, para describir mecanismos de transferencia de ADN o ARN en biología molecular (es decir, teniendo en cuenta más que las consecuencias genéticas). Por ejemplo la producción de transgénicos como maíz transgénico requiere la inserción de nueva información genética en el genoma del maíz usando el mecanismo apropiado de transferencia de ADN; al proceso se le llama comúnmente transformación.
El ARN también puede ser transferido en las células usando métodos similares, pero esto no provoca normalmente cambios heredables y por lo tanto no es una transformación real.

## Historia
El proceso de transformación fue demostrado en 1928 por Frederick Griffith, un bacteriólogo inglés, que estaba en busca de una vacuna contra la neumonía bacteriana. Griffith descubrió que una cepa no-virulenta (sin cápsula) de Streptococcus pneumoniae podía ser transformada en virulenta (con cápsula) al exponerla a cepas virulentas que habían sido muertas con calor. En 1944, se demostró que este principio transformante era de índole genética, cuando Oswald Avery, Colin McLeod y Maclyn McCarty demostraron la transferencia génica en S. pneumoniae. Avery, McLeod y McCarty llamaron a la introducción e incorporación de ADN en bacterias, transformación.

## Mecanismos
La transformación se refiere a un cambio genético estable producido al incorporar ADN desnudo (ADN sin células o proteínas asociadas) al genoma, y la competencia refiere al estado de ser capaz de incorporar ADN exógeno del ambiente. Dos formas distintas de competencia deben ser distinguidas: natural y artificial.

### Competencia Natural
Algunas bacterias son capaces de incorporar ADN de manera natural bajo condiciones de laboratorio; y muchas más pueden ser capaces de hacerlo en sus ambientes naturales. Estas especies traen un conjunto de maquinaria genética específica para llevar el ADN a través de la membrana o membranas.

### Competencia artificial
La competencia artificial no está codificada en los genes celulares. Sino que es inducida por procedimientos en el laboratorio, en donde las células son convertidas en permeables de forma pasiva, a través de diversas condiciones que normalmente no ocurren en la naturaleza.
Las células enfríadas en presencia de cationes divalente como Ca2+ (en CaCl2)prepara las membranas celulares para ser permeables al ADN plasmidial. Las células son incubadas en hielo con el ADN y luego darles brevemente un shock térmico (ej: 42 °C por 30-120 segundos), lo que causa que el ADN entre en la célula. Este método funciona muy bien en ADN plasmidial circular. Una excelente preparación de células competentes entrega ~108 colonias por microgramo de plasmidio. Una pobre preparación entrega aproximadamente 104/μg o menos. Buenas preparaciones no-comerciales debiesen arrojar 105 a 106 transformantes por microgramo de plasmidio.
Este método no funciona muy bien con moléculas lineares, como fragmentos de ADN cromosomal, probablemente porque las enzimas exonucleasas en la célula rápidamente degradan el DNA lineal. Las células naturalmente competentes son generalmente transformadas de manera más eficiente con ADN linear que con plasmidios.
La Electroporación es otra manera de crear agujeros en células bacterianas (y otros tipos también), mediante golpes de electricidad en un campo eléctrico de 10-20kV/cm. El ADN plasmidial puede entrar en la célula a través de esos agujeros. Se aconseja usar este método con ADN plasmidial de gran tamaño, ya que los mecanismos de reparación de membrana cerrarán rápidamente estos agujeros después del shock.

#### Transformación de plásmido
Para ser mantenido de manera estable por la célula, el ADN plasmidial debe contener un origen de replicación, que permitirá la replicación en la célula, independientemente del cromosoma. Debido a que la transformación usualmente produce una mezcla de inusuales transformaciones y abundantes células no-transformadas, se necesita de un método para identificar las células que han adquirido el plásmido.
Los plásmidos utilizados en este tipo de experimentos, contienen usualmente un gen que les otorgue resistencia a un antibiótico. La cepa bacteriana a transformar, debe ser sensible a este. 
Las células capaces de crecer en un medio de cultivo con este antibiótico, serán las que han sido transformadas por el plásmido, y las células que no puedan crecer carecerán de este.
Otro marcador, usado para identificar bacterias E. coli que han adquirido plásmidios recombinantes, es el gen lacZ, que codifica para β-galactosidasa. Debido a que la β-galactosidasa es un homotetrámero, en que cada monómero está hecho de una proteína lacZ-α y lacZ-ω, si solo una de estas proteínas se expresa en la célula resultante, no se formará la enzima funcional. De esta manera, si una cepa de E. coli que ni tenga el gen lacZ-α en su genoma, es transformado usando un plasmidio que contiene el gen faltante, las células producirán β-galactosidasa, mientras que las no-transformadas no lo harán. 
En este tipo de transformación, la región que contiene el sitio múltiple de clonamiento, o sitio polylinker, reside en el fragmento del gen lacZ-α, lo que significa que los plasmidios recombinantes tendrán el gen deseado insertado en alguna parte dentro de lacZ-α. Cuando este fragmento genético interrumpido sea expresado por la E. coli, no se producirá una proteína lacZ-α utilizable, por lo que no se formará β-galactosidasa utilizable. Cuando es crecida en un medio que contiene la galactosa modificada X-gal, las colonias que son capaces de metabolizar el sustrato (y por lo tanto, han sido transformadas, pero no por plasmidios recombinantes) aparecerán en color azul; las colonias que no puedan metabolizar el sustrato (y por ende han sido transformadas por plásmidios recombinantes) aparecerán de color blanco.

### Levadura y otros hongos
Estos métodos son los conocidos para transformar levadura:
- Método de acetato de litio/transportador de ADN monohebra/polietilenglicol

Muchas variaciones han sido descritas, incluyendo transformación rápida y métodos de transformación de alta eficiencia.
- Protocolo de congelamiento de levadura: Permite crear células de levadura congeladas que sean competentes para transformar después de deshielarse.
- Transformación por biobalística

Nanoparticulas de oro o tungsteno cubiertas de ADN que pueden dispararse a hongos (Fungi) creciendo en PDA, transformándola. Esto es descrito en más detalle en la sección de Plantas.
- Transformación por Protoplasto

Las esporas de hongo pueden ser convertidas a protoplastos al remover su cubierta protectora, y luego ser empapadas en una solución de ADN y ser transformadas.

### Plantas
Un cierto número de mecanismos están disponibles para transferir ADN a células vegetales:

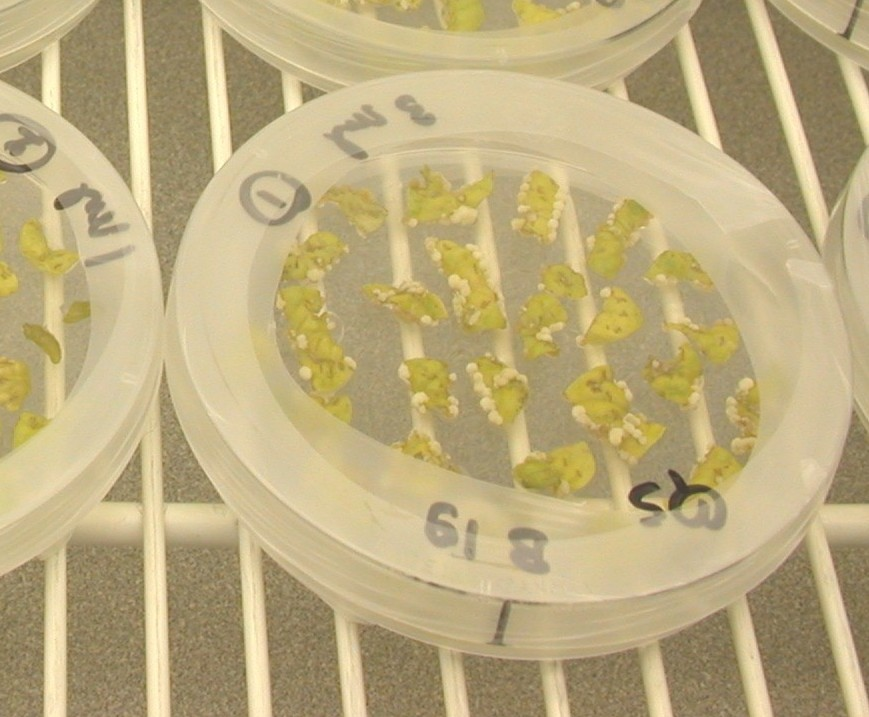
S. chacoense transformada utilizando Agrobacterium. Las células transformadas comienzan a formar callos en los lados de las hojas.

- La transformación mediada por Agrobacterium, es la más simple transformación vegetal. El tejido vegetal (generalmente hojas) es cortado en pequeños pedazos, ej. 10x10 mm, y sumergidos por 10 minutos en una solución que contiene Agrobacterium. Algunas células adyacentes al corte serán transformadas por la bacteria, que inserta su ADN a la célula. Colocadas en medio radicular y apical de selección, permitirá que las plantas transformadas sobrevivan. Algunas especies pueden ser transformadas tan sólo al sumergir las flores en la suspensión de Agrobacterium, y luego plantar las semillas en un medio selectivo. Desafortunadamente, muchas plantas no son transformables por este método.

- Biobalística: Pequeñas partículas de oro o tungsteno cubiertas de ADN, que se disparan a células vegetales jóvenes o embriones vegetales. Algo del material genético se quedará en las células, transformándolas. Este método también permite la transformación de plastidos. La eficiencia de transformación es más baja que utilizando Agrobacterium, pero la mayoría de las plantas pueden ser transformadas con este método.

- Electroporación: Crea agujeros momentáneos en la membrana celular utilizando golpes eléctricos; esto permite que el ADN entre a la célula, como se ha descrito anteriormente con las bacterias.

- Transducción (transformación viral): Se empaca el material genético deseado en un virus adecuado capaz de infectar vegetales, y permitimos que este virus modificado la infecte. Si el material genético es ADN, puede recombinar con los cromosomas para producir células recombinantes. Sin embargo, los genomas de la mayor parte de virus vegetales consisten en ARN monohebra, que se replica en el citoplasma de la célula infectada. Para esos genomas, este método es una forma de transfección y no es una transformación real, puesto que los genes insertados nunca llegan al núcleo celular, y no se integra al genoma del huésped. La progenie de estas plantas infectadas estarán libres de virus y libres del gen insertado.

### Animales
La introducción de ADN en células animales es usualmente llamado transfección, y es discutido en el artículo correspondiente.